# Schatten aus der Alexander Welt
Schatten aus der Alexander Welt è il quarto album in studio del gruppo metal tedesco Bethlehem, pubblicato nel 2001. La versione originale era composta da un singolo disco, per poi essere ri-pubblicata in una versione a due dischi. La versione americana del 2002 ha i monologhi originali sostituiti con trasmissioni radio: il secondo disco è composto da materiale sperimentale e strumentale inedito.

## Tracce
1. Kapitel Radio – 5:30
2. Das 4. Tier Aß Den Mutterwitz – 5:55
3. Kapitel Gabriel – 3:19
4. Somnambulismus In Maschinenzimmer 30 – 4:03
5. Kapitel Hummer – 5:29
6. Mein Kuss Erstickt Im Imperativ – 5:04
7. Kapitel Michael – 1:15
8. Mary Samaels NFB 418 – 5:45
9. Dunkle, Kalte Materie – 34:01
10. Dunkle, Kalte Materie – 1:49
11. Kapitel Mensch – 8:07
12. Maschinensohn – 5:11
13. Kapitel Luzifer – 3:44
14. Rost, Wahn & Tote Gleise – 3:14
15. Kapitel Kinderzimmer – 3:10
16. Tod Einer Dieselkatze – 4:26
17. Kapitel Heimkehr – 3:32
18. Aus Dunkler Ritze Truchtig Wahn – 32:22